# Station Aalborg Lufthavn
Station Aalborg Lufthavn is een spoorwegstation op het vliegveld van Aalborg dat in 2020 werd geopend. Het station heeft twee sporen met een perron daartussen en is zeer basaal uitgevoerd. Het ligt naast het parkeerterrein op ongeveer 120 meter ten zuidoosten van het luchthavengebouw. 
In maart 2013 spraken de politieke partijen Socialdemokraterne, Radikale Venstre, Dansk Folkeparti en Socialistisk Folkeparti af om 276 miljoen Deense kronen uit te trekken voor een nieuwe spoorlijn naar het vliegveld. Hiermee werd tegemoetgekomen aan de vele luchtreizigers van en naar het vliegveld, en ook de bewoners van Aalborg kregen hiermee een betere verbinding. 
De aanleg begon in 2016 met een verwachte oplevering in 2019, die werd uitgesteld tot 2020. Uiteindelijk werden het station en de luchthavenlijn op 13 december 2020 in gebruik genomen. 